# Ateuchus scatimoides
Ateuchus scatimoides là một loài bọ cánh cứng trong họ Bọ hung (Scarabaeidae).